# Bão Carlotta (2018)
Bão nhiệt đới Carlotta là một cơn bão nhiệt đới mạnh đã tạo ra lượng mưa lớn trên khắp Tây Nam México. Là cơn bão thứ ba trong mùa bão Đông Bắc Thái Bình Dương 2018, bão Carlotta hình thành từ một khu vực áp thấp phía nam Mexico vào ngày 14 tháng 6. Cơn xoáy thuận nhiệt đới ngày càng trở thành cơn bão nhiệt đới ngày hôm sau.Bão đạt cường độ cực đại là là 65 dặm/giờ vào ngày 17 tháng 6.Cơn bão này chỉ giữ được cường độ bão nhiệt đới trong vòng khoảng 1 ngày, sự tương tác giữa đất liền khiến Carlotta phải suy yếu dần vào ngày hôm sau, và nó rơi xuống suy yếu xuống chỉ còn là một áp thấp nhiệt đới vào cuối ngày hôm đó trước khi cuối cùng suy thoái xuống mức thấp còn lại vào ngày 19 tháng 6.

## Lịch sử khí tượng

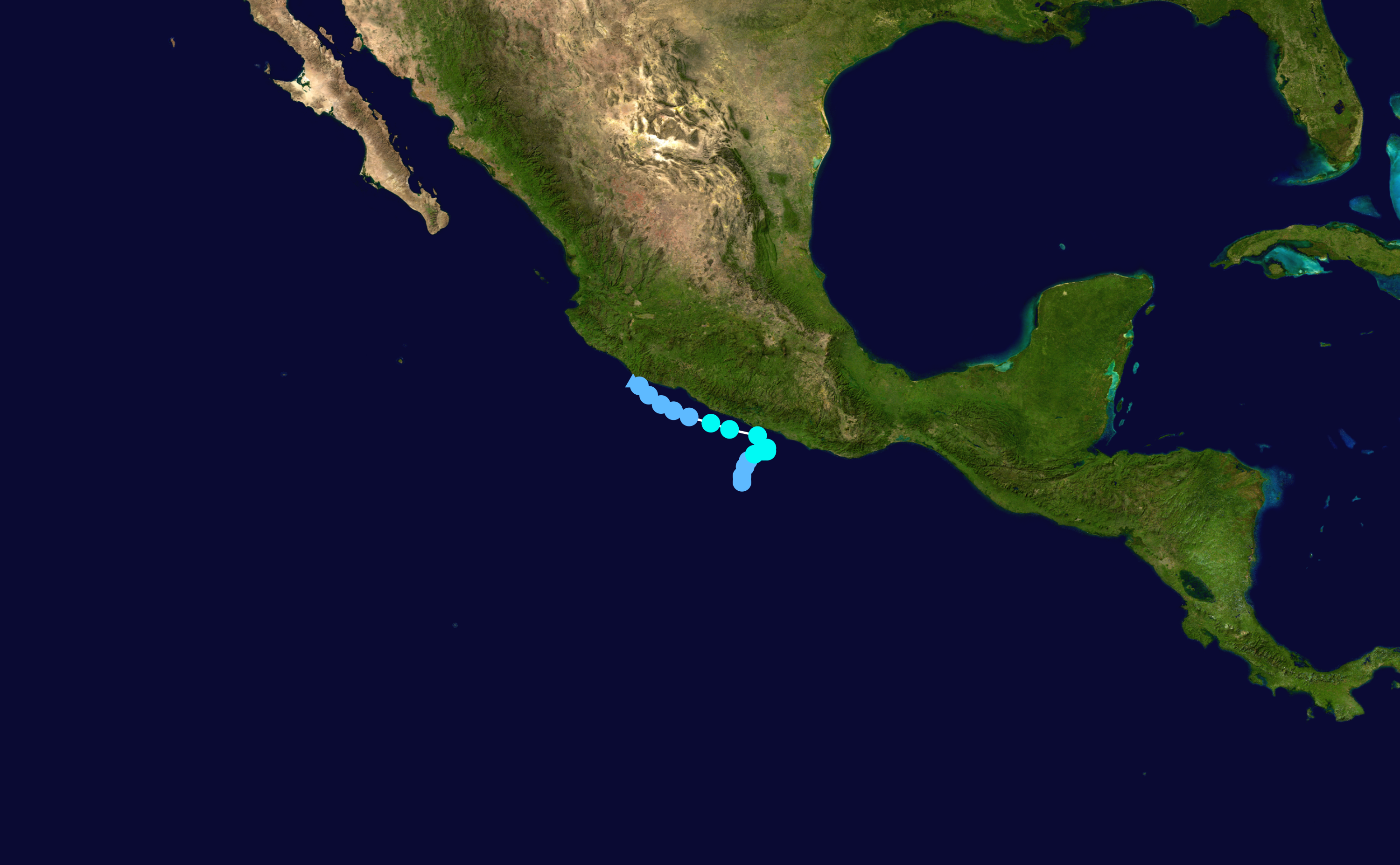
Lịch sử khí tượng bão Carlotta

Những dấu hiệu đầu tiên về sự phát triển của cơn bão nhiệt đới diễn ra vào ngày 12 tháng 6, khi Trung tâm Bão Quốc gia (NHC) ghi nhận những kỳ vọng của họ về một vùng áp suất thấp để hình thành phía nam Mexico vài ngày sau đó trong khi bão Bud đang suy yếu ở phía Bắc. Dòng chảy xoáy lớn đã được thiết lập gần như ngay lập tức, nhưng những cơn gió mạnh cấp cao được dự kiến sẽ ngăn chặn sự phát triển trong ngắn hạn. Sự xáo trộn vô tổ chức bắt đầu có dấu hiệu của tổ chức sớm vào ngày 13 tháng 6, một quá trình cuối cùng dẫn đến sự hình thành của một áp thấp nhiệt đới vào 21:00 UTC ngày hôm sau.Ngay cả sau khi hình thành, các cơn lốc xoáy vẫn còn rối bời trong ánh sáng của cắt gió vừa phải; nhiều xoáy cấp thấp xoay quanh một trung tâm rộng lớn hơn và đối lưu sâu được giới hạn trong một dải đứt gãy trong hình bán nguyệt phía đông của hệ thống, tuy nhiên, dữ liệu gió có nguồn gốc từ vệ tinh cho thấy gió bão nhiệt đới vào cuối ngày 15 tháng 6, và nó đã được nâng cấp lên bão nhiệt đới,NHC đặt tên nó là Carlotta lúc 18:00 UTC cho phù hợp.
Carlotta sau khi mạnh lên thành bão khoảng 12 giờ nó đổi hướng từ Tây Bắc sang Đông Bắc,đường đi của nó được điều khiển bởi một máng lớn trên cao ở phía Tây Mexico.Những dự báo ban đầu được ban hành và nó nói rằng ít hoặc không tăng cường trước khi cơn bão nhỏ di chuyển lên bờ biển Mexico và tiêu tan.
Thay vào đó, Carlotta dừng lại ở ngoài khơi và bắt đầu tăng cường như một dải cong theo chu kỳ được bao bọc thành một khu vực nhỏ đối lưu sâu gần trung tâm của cơn bão. Một sườn núi trung bình hẹp về phía bắc của nó hướng Tây-Tây Bắc song song với bờ biển, trong khi radar từ Acapulco cho thấy những cải tiến đáng kể về cấu trúc vào cuối ngày 16 tháng 6 như một lõi và mắt bên trong phát triển. Tại 0 giờ 40 phút giờ London(UTC) ngày 17 tháng 6, NHC đã đưa ra một bản cập nhật tăng sức gió gió của cơn bão Carlotta lên 65 dặm một giờ (100 km/h) và giảm áp suất xuống  997 mbar (hPa; 29,44 inHg).Tuy nhiên đây cũng là độ đỉnh của nó. Sự tương tác giữa mắt và hệ thống của hệ thống đã thúc đẩy một xu hướng suy yếu nhanh chóng, và Carlotta suy yếu thành áp thấp nhiệt đới vào lúc 18 giờ UTC vào ngày 17 tháng 6. Mặc dù nó duy trì một sự lưu thông cấp thấp và các đợt đối lưu liên tục vào đầu ngày hôm sau, cơn bão cuối cùng đã trở nên bị tách rời và vô tổ chức, thoái hóa đến mức thấp còn lại vào lúc 03 giờ UTC vào ngày 19 tháng 6.

### Dòng thời gian
Chú thích:
-L:mức thấp/tàn dư sót lại sau bão/xoáy thuận-nhiễu động ngoài nhiệt đới
-TD:Áp thấp nhiệt đới
-TS:Bão nhiệt đới
| Giờ (tính theo UTC) | Ngày (tính theo UTC) | Tháng (tính theo UTC) | Vị trí         | Vị trí             | Cường độ (mph) | Cấp bão | Áp suất tối thiểu ở trung tâm (hPa-mb) | Tham khảo |
| Giờ (tính theo UTC) | Ngày (tính theo UTC) | Tháng (tính theo UTC) | Vĩ độ (vĩ Bắc) | Kinh độ (kinh Tây) | Cường độ (mph) | Cấp bão | Áp suất tối thiểu ở trung tâm (hPa-mb) | Tham khảo |
| ------------------- | -------------------- | --------------------- | -------------- | ------------------ | -------------- | ------- | -------------------------------------- | --------- |
| 21                  | 14                   | 6                     | 15,5           | 100,1              | 35             | TD      | 1008                                   |           |
| 18                  | 15                   | 6                     | 16             | 99,4               | 40             | TS      | 1006                                   |           |
| 0                   | 17                   | 6                     | 16,5           | 99,5               | 65             | TS      | 997                                    |           |
| 18                  | 17                   | 6                     | 17,2           | 101,6              | 35             | TD      | 1007                                   |           |
| 3                   | 19                   | 6                     | --             | --                 | --             | L       | --                                     |           |

## Tác động
Dù bão không đổ bộ vào Mexico nhưng hoàn lưu của bão đã tạo ra lượng mưa xối xả trên khắp Tây Nam của quốc gia này.Hiện chưa có thống kê nào về thiệt hại mà nó gây ra.